# Kary Mullis

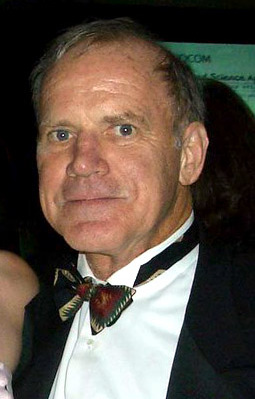
Kary B. Mullis, 2006

Kary Banks Mullis ['mʌlɪs] (* 28. Dezember 1944 in Lenoir, North Carolina; † 7. August 2019 in Newport Beach, Kalifornien) war ein US-amerikanischer Biochemiker. 1993 erhielt er gemeinsam mit Michael Smith den Nobelpreis für Chemie für die Entwicklung der Polymerase-Kettenreaktion (PCR). Die PCR entwickelte sich rasch zu einer der wichtigsten Methoden der modernen Molekularbiologie.
Unter Wissenschaftlern galt Mullis als unkonventionelle Person und Exzentriker. Er erregte Aufsehen aufgrund seines Bestreitens mehrerer wissenschaftlich unstrittiger Tatsachen, unter anderem als AIDS-Leugner.

## Leben
Kary Mullis wuchs in Columbia im US-Bundesstaat South Carolina auf, wo er bis 1962 die Dreher High School besuchte. Anschließend studierte er Chemie am Georgia Institute of Technology, wo er 1966 einen Abschluss als B.Sc. erlangte. Danach schloss sich ein Promotionsstudium  im Fach Biochemie an und Mullis wurde 1973 bei John B. Neilands an der University of California, Berkeley mit der Arbeit Schizokinen: structure and synthetic work zum Ph. D. promoviert.
Nach seiner Promotion arbeitete er in Lawrence an der Medizinischen Fakultät der Universität von Kansas und in San Francisco an der Universität von Kalifornien. 1979 kam er zur Cetus Corp. im kalifornischen Emeryville, wo er die Technik der Polymerase-Kettenreaktion entwickelte, mit der eine nahezu beliebig häufige Vervielfältigung von DNS ermöglicht wird. Für diese Innovation erhielt er 1993 den Nobelpreis für Chemie.
Mullis war viermal verheiratet und hat zwei Söhne und eine Tochter. Er starb im Alter von 74 Jahren an den Folgen einer Lungenentzündung.

## PCR
Die Polymerase-Kettenreaktion (PCR) basiert nach dem Prinzip von „Trennen, Koppeln und Kopieren“ auf der zyklisch wiederholten Verdoppelung von DNA mit Hilfe einer thermostabilen DNA-Polymerase und Nukleotiden. Heute ist die PCR u. a. unverzichtbar für die Erkennung von Virusinfektionen, Erbkrankheiten, das Erstellen genetischer Fingerabdrücke und das Klonen von Genen.
Gemäß einer von ihm selbst erzählten Anekdote hatte Mullis die Eingebung für das Verfahren im April 1983 während einer nächtlichen Autofahrt zu seinem Ferienhaus in den Mammutbaumwäldern im Norden Kaliforniens. Wie aus seiner Autobiographie hervorgeht, war er ein begeisterter Surfer und konsumierte in den 1960er-Jahren LSD. Mullis bezweifelte, dass er die PCR auch ohne den Einfluss psychedelischer Drogen hätte entdecken können.
Als Anerkennung erhielt Mullis von seiner Arbeitgeberin 1986 eine Bonuszahlung von 10.000 US$. Diese meldete die PCR-Methode zum Patent an, das ihr am 28. Juli 1987 erteilt wurde (# 4 683 202). Im August 1989 reichte der Chemiekonzern DuPont eine Klage gegen Cetus ein, wonach das Patent keine wirklichen Neuigkeiten enthalte. Auch spätere Kritiker von Mullis wiesen darauf hin, dass schon im Jahr 1971 der im Labor von Har Gobind Khorana arbeitende norwegische Postdoc Kjell Kleppe (später Professor an der Universität Bergen) einen Prozess zur Vervielfältigung von DNA-Abschnitten beschrieben hatte. Letztlich kam Kleppe aber etwa 10 Jahre zu früh. Anfang der 1970er Jahre waren noch keine thermostabilen DNA-Polymerasen verfügbar und der von Kleppe beschriebene Prozess war sehr aufwändig. Wohl auch in Unkenntnis der Arbeit Kleppes gelang es erst Mullis und seinen Kollegen bei Cetus wie Randall Saiki, David Gelfand, Henry Erlich und Susanne Stoffel, die PCR zu einer praktikablen Anwendung zu führen.
Aufgrund finanzieller Schwierigkeiten und der rechtlich unklaren Patentlage verkaufte Cetus ihre Patentansprüche am 11. Dezember 1991 für 300 Mio US$ an Hoffmann-La Roche.

## Kontroversen
Mullis bestritt mehrere in der Wissenschaft unstrittige Sachverhalte, insbesondere die wissenschaftlich gesicherte Tatsache, dass AIDS durch HI-Viren verursacht wird. Zudem tätigte er eine Reihe kontroverser Aussagen zu anderen wissenschaftlichen Themen. Er war Mitglied in der Group for the Scientific Reappraisal of the HIV-Aids Hypothesis, einer Gruppe von Wissenschaftlern, die den wissenschaftlich gesicherten Zusammenhang zwischen HIV und AIDS leugnet (AIDS-Leugner). Mullis selbst hat nie zum Thema HIV geforscht, in seiner Autobiographie beschrieb er jedoch seine Skepsis bezüglich des Zusammenhangs von HIV und AIDS. Ebenfalls berichtete er dort über Begegnungen mit Außerirdischen und seinen Glauben an das Vorkommen von UFOs und die Astrologie. Darüber hinaus hat Mullis auch den wissenschaftlichen Forschungsstand über Ozonloch und Klimawandel bestritten.

## Weitere Preise
- Preis Biochemische Analytik der Deutschen Gesellschaft für Klinische Chemie und Boehringer Mannheim, Deutschland (1990)
- The William Allan Memorial Award of the American Society of Human Genetics, USA (1990)
- The R&D Scientist of the Year, USA (1991)
- The Gairdner Foundation International Award, Toronto, Canada (1991)
- The National Biotechnology Award, USA (1991)
- Robert-Koch-Preis, Deutschland (1992)
- California Scientist of the Year Award, USA (1992)
- Japan-Preis (1993)
- Thomas A. Edison Award, USA (1993)
- Ehrendoktor der University of South Carolina, USA (1994)

## Schriften
- Dancing Naked in the Mind Field. Pantheon Books, New York 1998, ISBN 0-679-44255-3. (Digitalisat; PDF)
- The polymerase chain reaction. Birkhäuser, Boston 1994, ISBN 3-7643-3607-2.
- mit R. K. Saiki, S. Scharf, F. Faloona, G. T. Horn, H. A. Erlich und N. Arnheim: Enzymatic amplification of beta-globin genomic sequences and restriction site analysis for diagnosis of sickle cell anemia. (PDF; 1,5 MB). In: Science. Band 230, 1985, S. 1350–1354.
- Kary B. Mullis u. a.: Specific Enzymatic Amplification of DNA In Vitro: The Polymerase Chain Reaction. In: Cold Spring Harbor Symposia on Quantitative Biology. Band 51, Nr. 1, 1986, S. 263–273.